# Thứ ba học trò
Thứ ba học trò (tên cũ: Nhất quỷ nhì ma) là một bộ phim truyền hình Việt Nam về tuổi học sinh do Nghệ sĩ ưu tú Đặng Lưu Việt Bảo đạo diễn, dựa trên tập truyện ngắn Nhất quỷ nhì ma của Diệu Như Trang. Bộ phim gồm 33 tập, bắt đầu được phát sóng trên kênh HTV9 vào lúc 22h30 từ ngày 13 tháng 11 năm 2009.

## Tổng quan
Thứ ba học trò do hãng phim VietCast và Công ty TVplus hợp tác sản xuất theo đơn đặt hàng của Đài Truyền hình Thành phố Hồ Chí Minh. Ban đầu, đoàn làm phim định lấy tên phim là "Nhất quỷ nhì ma" giống với nguyên tác truyện ngắn của tác giả Diệu Như Trang. Tuy nhiên, một số người cho rằng, vì "ma" và "quỷ" trong tên phim bị cho là có yếu tố không phù hợp, nên bộ phim đã phải đổi tên thành vế thứ ba trong câu thành ngữ "Nhất quỷ, nhì ma, thứ ba học trò".
Bộ phim không chỉ là vai chính truyền hình đầu tiên của ca sĩ nổi tiếng Đan Trường mà còn có sự tham gia của nhiều tên tuổi được yêu thích tại thời điểm bấy giờ như Đông Nhi, Angela Phương Trinh, Baggio, Bạch Công Khanh. Thứ ba học trò đã nhận được sự chú ý nhất định từ khi chưa đóng máy. Đến ngày 13 tháng 11 năm 2009, bộ phim chính thức được phát sóng trên kênh HTV9 vào lúc 22h30 thứ 5, 6, 7 và chủ nhật hằng tuần. Trong giai đoạn Tết Nguyên Đán, để đáp ứng nhu cầu của khán giả, HTV đã cho tạm ngưng phát sóng một số bộ phim trên HTV3 và thay vào khung giờ đó là Thứ ba học trò. Cũng trong năm 2010, bộ phim tiếp tục được phát lại trên kênh HTV7 trong khung giờ từ 9h30 đến 11h.

## Nội dung
Bộ phim xoay quanh câu chuyện của lớp 12A1 và thầy giáo Nghiêm Tuấn. Lớp 12A1 vốn là một lớp nổi tiếng quậy phá và bất trị, thường xuyên bày trò chọc phá thầy cô, khiến giáo viên phải bỏ dạy giữa chừng, được mệnh danh là "40 tên cướp". Tuy nhiên, mọi việc bắt đầu thay đổi khi thầy Nghiêm Tuấn nhận chủ nhiệm lớp. Là một thầy giáo hiền lành, thầy Nghiêm Tuấn trở thành "nạn nhân" mới của những trò quậy phá của học sinh 12A1. Nhiều sự việc xảy ra liên quan đến những vấn đề trong học đường đã làm thay đổi dần mối quan hệ giữa giáo viên chủ nhiệm và học sinh lớp 12A1. Với nhiều nỗ lực và tấm lòng chân thành, thầy Nghiêm Tuấn dần cảm hóa được các học sinh tinh quái nghịch ngợm của mình.

## Đón nhận
Thứ ba học trò khai thác những khía cạnh học đường xung quanh mối quan hệ giữa các học sinh, giữa giáo viên và học sinh. Xuyên suốt bộ phim là những trò nghịch phá của lứa tuổi học trò cũng như những câu chuyện đời sống xung quanh mỗi cá nhân học sinh. Bộ phim đã nhanh chóng thu hút được sự quan tâm của giới trẻ. Bộ phim nhấn mạnh vào chủ đề tâm lý học sinh hiện đại, đồng thời tạo một hình ảnh giáo viên tốt đẹp và chuẩn mực. Việc xoay quanh tuổi học sinh hồn nhiên và kèm theo những bài học giáo dục nhẹ nhàng đã giúp bộ phim nhận được đánh giá cao của khán giả xem truyền hình. Thứ ba học trò không chỉ gây sốt ở thời điểm phát sóng mà còn trở thành một trong những bộ phim được yêu thích nhất về lứa tuổi học sinh cho đến nay.

## Diễn viên

### Diễn viên chính
- Đan Trường vai Thầy giáo Nghiêm Tuấn.[21][22]
- Đông Nhi vai Kỳ Thư.[23]
- Baggio vai Hoàng Huy.[24]
- Bạch Công Khanh vai Duy Lâm.[25][26]
- Văn Anh Duy vai Duy Minh.
- Phương Hằng vai Bảo Như.[27]
- Hoàng Long vai Tuấn Phi.
- Angela Phương Trinh vai Kiều Ly.[28][29]

### Diễn viên phụ
- Nguyệt Ánh vai Cô Thư Cầm.[30]
- Thanh Thảo vai Vân Hà (người yêu cũ của thầy giáo Nghiêm Tuấn).[31]
- Nghệ sĩ ưu tú Công Ninh vai Thầy giám thị.
- Nghệ sĩ ưu tú Thanh Thanh Tâm vai Mẹ Nghiêm Tuấn.[15]
- Linh Trung vai Ba Nghiêm Tuấn.
- Thiên Hương vai Mẹ Duy Lâm và Duy Minh.
- Cao Hoàng vai Ba Duy Lâm và Duy Minh.
- Hải Âu vai Mẹ Kiều Ly.
- Hồng Thắm vai Mẹ kế Hoàng Huy.
- Tấn Phát vai Thầy Tùng.
- Thanh Bình vai Dũng Sầu Đời.
- Quang Vinh vai Thầy hiệu trưởng.
- My Ngân vai Thi Thi.
- S.T Sơn Thạch vai Học sinh.

## Giải thưởng và đề cử
| Năm  | Lễ trao giải | Hạng mục                             | Đối tượng  | Kết quả   | Nguồn         |
| ---- | ------------ | ------------------------------------ | ---------- | --------- | ------------- |
| 2010 | HTV Awards   | Nữ diễn viên phụ được yêu thích nhất | Nguyệt Ánh | Đoạt giải | [ 32 ] [ 33 ] |